# Українська взаємодопомога

Засідання делегатів організації «Українська взаємодопомога» 2011 р.

Українська взаємодопомога — всеукраїнська громадська організація. Створена на установчій конференції у Києві 17 листопада 2003 року, має місцеві відділення у 24 областях та АР Крим.
Ініціатором створення «Української Взаємодопомоги» стала Постійна парламентська комісія у зв"язках з українцями за кордоном та Українська всесвітня координаційна рада.
Головна мета організації згідно зі Статутом — захист інтересів громадян України, які перебувають за кордоном, громадське сприяння усуненню причин масової трудової міграції українців за кордон і створення передумов і механізмів їх повернення на Батьківщину.
ВГО «Українська Взаємодопомога» організувала проведення І Всесвітнього (установчого) з'їзду представників новітньої міграційно-еміграційної хвилі з України (18-19 серпня 2006) і стала базовою для створення Міжнародної громадської організації українців «Четверта Хвиля», яка об'єднує й координує діяльність українських товариств і громадських організацій новітньої (4-ї) міграційно-еміграційної хвилі.
Голова — Шокало Олександр Андрійович.

## Значимі проекти
У 2008 році «Українська Взаємодопомога» та «Четверта Хвиля» розпочали Міжнародний культурно-громадський проект — Естафета культур європейських народів «Серце Європи».
ВГО «Українська Взаємодопомога» та МГОУ «Четверта Хвиля» ініціювали створення у Києві Галереї сучасного українського мистецтва у світі (Галерея СУІВМ).
ВГО «Українська Взаємодопомога» та МГОУ «Четверта Хвиля» виступили ініціаторами створення Державної програми «Повернення на Батьківщину українських трудових мігрантів».